# Arthur Edwin Boycott
Arthur Edwin Boycott (1877-1938), pathologiste et biologiste anglais.
En 1928 il fut président de la Royal Society of Medicine.
En travaillant sur la sédimentation des virus et des protéines, il découvrit une propriété des fluides qui porte son nom, l'effet Boycott.